# Sergei Nikolajewitsch Pimenow
Sergei Nikolajewitsch Pimenow, später bekannt als Serge Piménoff (russisch Сергей Николаевич Пименов; * 5. Oktober 1895 in Jalta, Russisches Kaiserreich, heute Ukraine; † 21. Mai 1960 in Boulogne-Billancourt, Frankreich) war ein russischer Filmarchitekt, der seinen Tätigkeitsschwerpunkt nach 1923 beim französischen Film hatte.

## Leben
Piménoff wurde in Jalta auf der Krim geboren. Er erhielt in seiner russischen Heimat eine Ausbildung in Bildhauerei und Malerei. Infolge der Oktoberrevolution übersiedelte er 1923 nach Frankreich. Noch während der 20er Jahre konnte Pimenoff als untergeordneter Szenenbildner Arbeit beim Film finden (Abel Gances Napoleon). Mit Anbruch des Tonfilmzeitalters startete Serge Pimenoff seine Tätigkeit als Chefarchitekt, seine erste bedeutende Arbeit wurde 1931 der deutsch-französische Historienstoff Der Herzog von Reichstadt.
In den folgenden drei Jahrzehnten bis zu seinem Tod im Mai 1960 designte Pimenow vor allem die Dekos zu Melodramen, exotischen Filmstoffen und Abenteuergeschichten. Bis 1945 kooperierte Pimenoff mit einer Reihe namhafter Regisseure, darunter Julien Duvivier, G. W. Pabst, Carmine Gallone, Paul Fejos und Marc Allégret. Mehrfach entwarf er aber auch die Szenenbilder für Filme anderer exilrussischer Regisseure wie Viktor Tourjansky, Wladimir Strijewski und Anatole Litvak.
Nach dem Krieg betreute Serge Piménoff eine große Anzahl an reinen Unterhaltungsproduktionen, darunter mehrere Ausstattungsfilme der Regisseure Jean Delannoy und Jean-Paul Le Chanois. Mehrfach nutzten auch ausländische, in Frankreich drehende Regisseure Pimenoffs Können, darunter Preston Sturges, Mitchell Leisen und zuletzt Helmut Käutner für Die Gans von Sedan. Es wurde Pimenoffs letzter Film. Serge Pimenoff starb inmitten der Arbeit zu einem neuen Film in den Studios de Boulogne.

## Filmografie
- 1931: Der Herzog von Reichstadt (auch franz. Vers. L’aiglon)
- 1931: Cœur de lilas
- 1931: Paris-Beguin
- 1932: Le roi des palaces
- 1932: Zwei junge Herzen (Un fils d’Amérique)
- 1932: Marie, eine ungarische Legende / Tavaszi zápor / Marie, légende hongroise (auch deutsche Vers.: Marie und rumän. Vers.: Prima dragoste)
- 1933: Hélène
- 1933: L’ordonnance
- 1933: Die Schlacht (La bataille)
- 1934: Le voyage imprévu
- 1935: Varieté (auch gleichnam. franz. Vers.)
- 1935: Schwarze Augen (Les yeux noirs)
- 1936: Mayerling (Mayerling)
- 1936: Wolgaschiffer (Les bateliers de la Volga)
- 1936: Rausch einer Nacht (Vertige d'un soir)
- 1936: Nitchevo
- 1936: Spione von Saloniki (Mademoiselle Docteur)
- 1937: Spiel der Erinnerung (Un carnet de bal)
- 1937: Nostalgie
- 1937: Die Lüge der Nina Petrovna (Le mensonge de Nina Petrovna)
- 1937: Alibi (L'alibi)
- 1938: Der Puritaner (Le puritain)
- 1938: La brigade sauvage
- 1939: Die Spielhölle von Macao
- 1940: Parade en sept nuits
- 1941: Le pavillon brûle
- 1941: La duchesse de Langeais
- 1942: Der Oberst des Kaisers (Pontcarral, colonel de l’empire)
- 1942: Das Doppelleben des Herrn Moulinet (Le bienfaiteur)
- 1943: L’homme de Londres
- 1943: Un seul amour
- 1944: Ritter der Nacht (Le bossu)
- 1945: Schatten über ein Frauenherz (La part de l’ombre)
- 1946: Panik (Panique)
- 1947: Das Spiel ist aus (Les jeux sont faits)
- 1948: Corridor of Mirrors
- 1948: Eifersucht (Bagarres)
- 1949: Rendezvous avec la chance
- 1950: Manege frei (Au revoir, Mr. Grock)
- 1951: Ohne Angabe der Adresse (…Sans laisser d'adresse)
- 1952: Geständnis einer Nacht (La minute de vérité)
- 1953: Liebe, Frauen und Soldaten (Destinées)
- 1953: Bluthochzeit (Les révoltés de Lomanach)
- 1954: Mary Lou und ihre Herren (Escalier de service)
- 1955: Nachts auf den Boulevards (Bedevilled)
- 1955: Die Lumpen fahren zur Hölle (Les salauds vont en enfer)
- 1955: Das Tagebuch des Mr. Thompson (Les carnets du Major Thompson)
- 1956: Der Sänger von Mexiko (Le chanteur de Mexico)
- 1956: Dr. Laurent (Le cas du docteur Laurent)
- 1957: Die Elenden (Les misérables)
- 1958: Der unfreiwillige Raketenflieger (A pied, à cheval et en spoutnik)
- 1958: Mädchen des Lasters (Ce corps tant désiré)
- 1959: Die Gans von Sedan